# Koumra
Koumra (tiếng Ả Rập: قمرة) là thủ phủ của vùng Mandoul, miền nam Tchad.

## Nhân khẩu
| Năm  | Dân số |
| ---- | ------ |
| 1993 | 26.702 |
| 2008 | 38.220 |

## Giao thông
Thành phố có một sân bay công cộng.